# Хубер, Курт
Курт Хубер (нем. Kurt Huber; 24 октября 1893, Кур — 13 июля 1943, Мюнхен) — немецкий музыковед, доктор философии, участник группы антинацистского Сопротивления Белая роза. Выдающийся исследователь баварского музыкального фольклора. Преподавал в Мюнхенском университете. Старший по возрасту член «Белой розы», автор антинацистских листовок. Казнён нацистскими властями.

## Музыковед и философ
Родился в швейцарском кантоне Граубюнден. В раннем детстве переехал с семьёй в Штутгарт. После смерти отца в 1911 году перебрался с матерью в Мюнхен. Изучал музыковедение, философию и психологию в Мюнхенском университете. В 1917 году получил докторскую степень за диссертацию о композиторе-органисте XVI века Иво де Венто. В 1920 стал также доктором психологии. С 1926 доктор Хубер — профессор Мюнхенского университета.
Главным научным интересом Курта Хубера являлась немецкая народная музыка, особенно песенный фольклор Баварии. Исследования проводил совместно с композитором Карлом Орфом и музыкантом-фольклористом Киймом Паули. В 1930 году Хубер и Паули организовали в Роттах-Эгерне фестиваль музыкального фольклора. При участии Хубера был восстановлен ряд баварских песенных традиций. Он написал ряд работ по истории германской музыки и баварскому народному фольклору.
Особое внимание Курт Хубер уделял философскому и психологическому аспектам музыкальной культуры. Обладал высоким авторитетом в научных кругах музыковедения и философии.

## Неприятие нацизма
Курт Хубер был глубоко верующим католиком. По политическим взглядам он являлся консервативным национал-патриотом. При этом он отвергал нацизм, считая, что гитлеровский режим разрушает основы германского общества и ни в коей мере не соответствует национальным интересам страны.
В 1937 году Хубер был назначен руководителем фольклорного отдела берлинского Института музыкальных исследований, но уже на следующий год отстранён от этой должности по доносу нацистского куратора музыки гауптштурмфюрера СС Герберта Герига. Позиции Хубера в доносе характеризовались как «антипартийные». Впоследствии Гериг обвинял Хубера в «идеологическом противодействии и неблагонадёжности». Основу для конфликта с режимом создавали христианские приоритеты Хубера.
Дополнительные сложности создавались отказом Хубера сочинять песни для нацистского студенческого союза. Однако в 1940 Хуберу пришлось вступить в НСДАП, поскольку в противном случае он не был бы допущен к преподаванию. В 1943 был исключён из партии в связи с арестом.
После вступления в НСДАП Хубер получил в Мюнхенском университете звание адъюнкт-профессора. Подавал на Герига иск за клевету, но не добился удовлетворения в суде.

## Подпольщик «Белой розы»
В декабре 1942 года на контакт с Хубером вышли студенты Ганс Шолль и Александр Шморелль — члены антинацистской группы Сопротивления Белая роза. Первоначально профессор не был готов присоединиться к студентам:

Курт Хубер поначалу пытался отговорить своих студентов: «Бесполезно, пока миллионы всё ещё верят каждому слову маньяка».

Убедившись в решимости молодых подпольщиков, Курт Хубер примкнул к «Белой розе». Это объяснялось не только оппозиционными взглядами, но — по отзывам знающих его людей — глубокой личной порядочностью.
В январе 1943 года Курт Хубер участвовал в написании двух листовок «Белой розы», призывавших к свержению нацистского режима.

Настаёт день расплаты. Немецкая молодёжь рассчитается с самым отвратительным тираном из всех, которых когда-либо вынужден был терпеть наш народ.

18 февраля 1943 года Ганс Шолль с сестрой Софи были схвачены гестапо при распространении листовок в Мюнхенском университете. 27 февраля 1943 был арестован Курт Хубер. (Его близкий друг Карл Орф отказался защищать Хубера, хотя, возможно, мог бы воспользоваться своими связями и авторитетом среди руководителей Рейха. При этом впоследствии Орф ссылался на дружбу с Хубером как на подтверждение собственного участия в Сопротивлении.) В тюрьме Хубер закончил свою философскую работу о Готфриде Лейбнице (издана в Мюнхене в 1951).
19 апреля 1943 Народная судебная палата под председательством Роланда Фрейслера вынесла Хуберу смертный приговор. В своём выступлении Курт Хубер жёстко осудил преступления нацистского режима с позиций немецкого патриотизма.
13 июля 1943 года Курт Хубер и Александр Шморелль были гильотинированы в мюнхенской тюрьме.

## Память
В современной Германии Курт Хубер считается одним из национальных героев. В 1984 году вдова Клара Хубер передала архив мужа Мюнхенскому университету.
Именем Курта Хубера названа площадь при Мюнхенском университете и ряд улиц в Мюнхене, Бремене, Ингольштадте, Грефельфинге, Вюрцбурге, Ольденбурге.